# Племи
Племи́ (фр. Plémy, брет. Plevig, галло Plémic) — коммуна во Франции, находится в регионе Бретань. Департамент — Кот-д’Армор. Входит в состав кантона Плентель. Округ коммуны — Сен-Бриё.
Код INSEE коммуны — 22184.

## География
Коммуна расположена приблизительно в 380 км к западу от Парижа, в 80 км западнее Ренна, в 21 км к югу от Сен-Бриё.

## Население
Население коммуны на 2016 год составляло 1 564 человека.
| 1962 | 1968 | 1975 | 1982 | 1990 | 1999 | 2008 | 2016 |
| ---- | ---- | ---- | ---- | ---- | ---- | ---- | ---- |
| 1548 | 1704 | 1621 | 1580 | 1470 | 1524 | 1627 | 1564 |

## Администрация
| Период | Период | Фамилия     | Партия                                                  | Примечания |
| ------ | ------ | ----------- | ------------------------------------------------------- | ---------- |
| 1989   | 2014   | Ален Франсе | Союз за французскую демократию Демократическое движение | пенсионер  |
| 2014   |        | Жан Эрве    | Республиканцы                                           | пенсионер  |

## Экономика
В 2007 году среди 956 человек в трудоспособном возрасте (15—64 лет) 730 были экономически активными, 226 — неактивными (показатель активности — 76,4 %, в 1999 году было 70,9 %). Из 730 активных работали 691 человек (371 мужчина и 320 женщин), безработных было 39 (21 мужчина и 18 женщин). Среди 226 неактивных 73 человека были учениками или студентами, 90 — пенсионерами, 63 были неактивными по другим причинам.

## Достопримечательности
- Часовня Св. Лаврентия[фр.] (1676 год)
- Усадьба Воклерк (XVI век). Исторический памятник с 1926 года[3]
- Придорожный крест (XV век). Исторический памятник с 1964 года[4]

## Фотогалерея
- Часовня Святого Лаврентия
- Усадьба Воклерк
- Придорожный крест
- Фонтан